# راي (راديو تلفزيون إيطاليا)
راي أو راديو تلفزيوني إيتاليانا (بالإيطالية: RAI – Radiotelevisione Italiana)‏ عرفت حتى العام 1954 باسم «راديو أوديسوني إيتالياني» Radio Audizioni Italiane هي شبكة بث إذاعي وتلفزيوني عام تملكها الدولة الإيطالية وتتحكم بها وزارة التنمية الاقتصادية في البلاد.
تعتبر راي أكبر شركة بث تلفزيوني في إيطاليا، حيث تتنافس مع ثلاث شبكات كبرى خاصة وهي ميدياست، تيلكم إيطاليا ميديا وسكاي إيطاليا.
تشغل راي عددا من القنوات والإذاعات في البلاد تعمل بنظام الأنالوغ (ذلك حتى العام 2013) كذلك تشغل بنظام للتلفزة الرقمية الأرضية على الأقمار الصناعية وعروض الأي بي تي في.
يعود أول تأسيس للشركة للعام كجزء من مجموعة ماركوني وتعتبر راي أحد الشبكات المؤسسة لاتحاد البث الأوروبي في العام 1950.
نصف إيرادات راي تأتي من رخص البث التلفزيوني أما النصف الآخر فيتأتى من الإعلانات كما أن لها حصة مرتفعة نسبيا من الجمهور تصل إلى 42.3 %.
ونظرا لقربها من ألبانيا، سويسرا، موناكو، مالطا، سلوفينيا، سان مارينو، كرواتيا وأجزاء من شمال أفريقيا فبالإمكان استقبال بث قنوات الشبكة في تلك المناطق.
في أكتوبر 2005 وفي وقت حكم رئيس الوزراء الإيطالي سيلفيو برلسكوني فشلت خطة حكومية لتخصيص جزئي للراي عبر بيع 20 % من الشبكة.

## القنوات التابعة لها

### التلفزيون
| الشعار | القناة      | أطلقت          | الوصف                                       |
| ------ | ----------- | -------------- | ------------------------------------------- |
|        | راي 1       | 3 جانفي 1954   | متنوعة                                      |
|        | راي 2       | 4 نوفمبر 1961  | متنوعة                                      |
|        | راي 3       | 15 ديسمبر 1979 | متنوعة                                      |
|        | راي 4       | 14 جويلية 2008 | المسلسلات، الأفلام والترفيه الخاصة بالأطفال |
|        | راي 5       | 26 نوفمبر 2010 | الوثائق الثقافية                            |
|        | Rai Gulp    | 1 جوان 2007    | الأطفال / المراهقين .                       |
|        | راي موفيز   | 1جويلية 1999   | الأفلام                                     |
|        | راي نيوز 24 | 26 أفريل 1999  | الأخبار                                     |
|        | Rai Premium | 31 جويلية 2003 | المسلسلات                                   |
|        | Rai Scuola  | 19 أكتوبر 2009 | التعليمية                                   |
|        | Rai Sport 1 | 1 فيفري 1999   | الرياضة                                     |
|        | Rai Storia  | 2 فيفري 2009   | الوثائق التاريخية                           |
|        | راي يويو    | 1 نوفمبر 2006  | الأطفال                                     |
|        | Rai 4K      | 17 يونيو 2016  | نسخة فائقة الدقة (4K)                       |

### محطات الإذاعة
- راديو راي 1: اخبار و رياضة
- راديو راي 2: موسيقى عصرية

شعار راديو راي (سبتمبر 2017)

- راديو راي 3: الموسيقى الكلاسيكية والثقافة
- Rai Radio 3 Classica [الإنجليزية]: الموسيقى الكلاسيكية والأوبرا
- Rai Gr Parlamento [الإنجليزية]: تغطية الإجراءات في البرلمان الإيطالي
- Rai Isoradio [الإنجليزية]: لمستعملي الطريق السريع

المحطات الإقليمية:
- Rai Südtirol [الإنجليزية]: برامج باللغة الألمانية لمقاطعة بلسانة
- Rai Radio Trst A [الإنجليزية]:برامج باللغة السلوفينية لمقاطعة فريولي فينيتسيا جوليا
- Rai Friuli Venezia Giulia [الإيطالية]: برامج بالإيطالية الفريولية و السلوفينية; مثل Rai Friûl Vignesie Julie (بالفريولية) و Rai Furlanija Julijska Krajina (بالسلوفينية)

محطات الإنترنت:
تتوفر هذه المحطات عبر البث بالأقمار الصناعية او البث الرقمي او على الانترنت
- Rai Radio Tutta Italiana [الإنجليزية]: موسيقى إيطالية فقط
- Rai Radio Techete' [الإيطالية]: يضم عناصر من أرشيف الراديو
- Rai Radio Live [الإيطالية]: موسيقى مباشر
- Rai Radio Kids [الإيطالية]: إذاعة للاطفال من 2 إلى 10 سنوات

- Rai Radio 1 Sport [الإيطالية]: رياضة
- No Name Radio [الإيطالية]: موسيقى مستقلة

## معرض صور

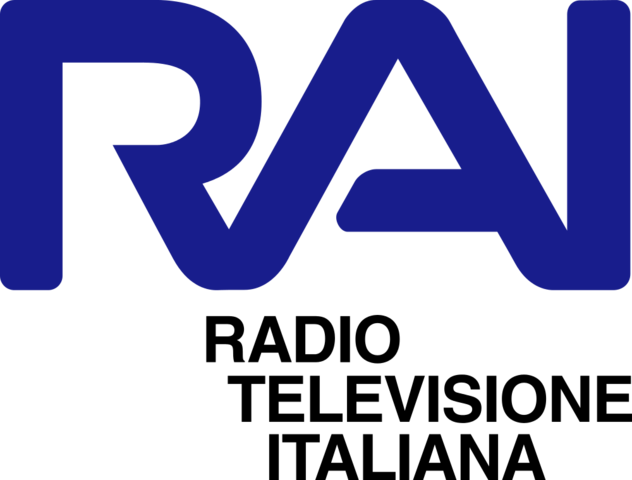

## وصلات خارجية
- Rai.it
- RaiPlay
- Rai on يوتيوب